# 萨利索波利斯
萨利索波利斯是巴西圣保罗州的一个市镇。总面积425.842平方公里，总人口16573人，人口密度38.9人/平方公里。